# Proiettile
Un proiettile (o proietto) è un corpo destinato ad essere lanciato, tramite l'applicazione di un'appropriata forza.
I due termini vengono usati talvolta senza distinzioni. Però letteralmente "proiettile" è quanto destinato ad essere proiettato, ma non lo è ancora, mentre "proietto", quale participio passato, indica ciò che è già stato proiettato verso un bersaglio. Il ramo della fisica che studia la traiettoria dei proiettili è la balistica.

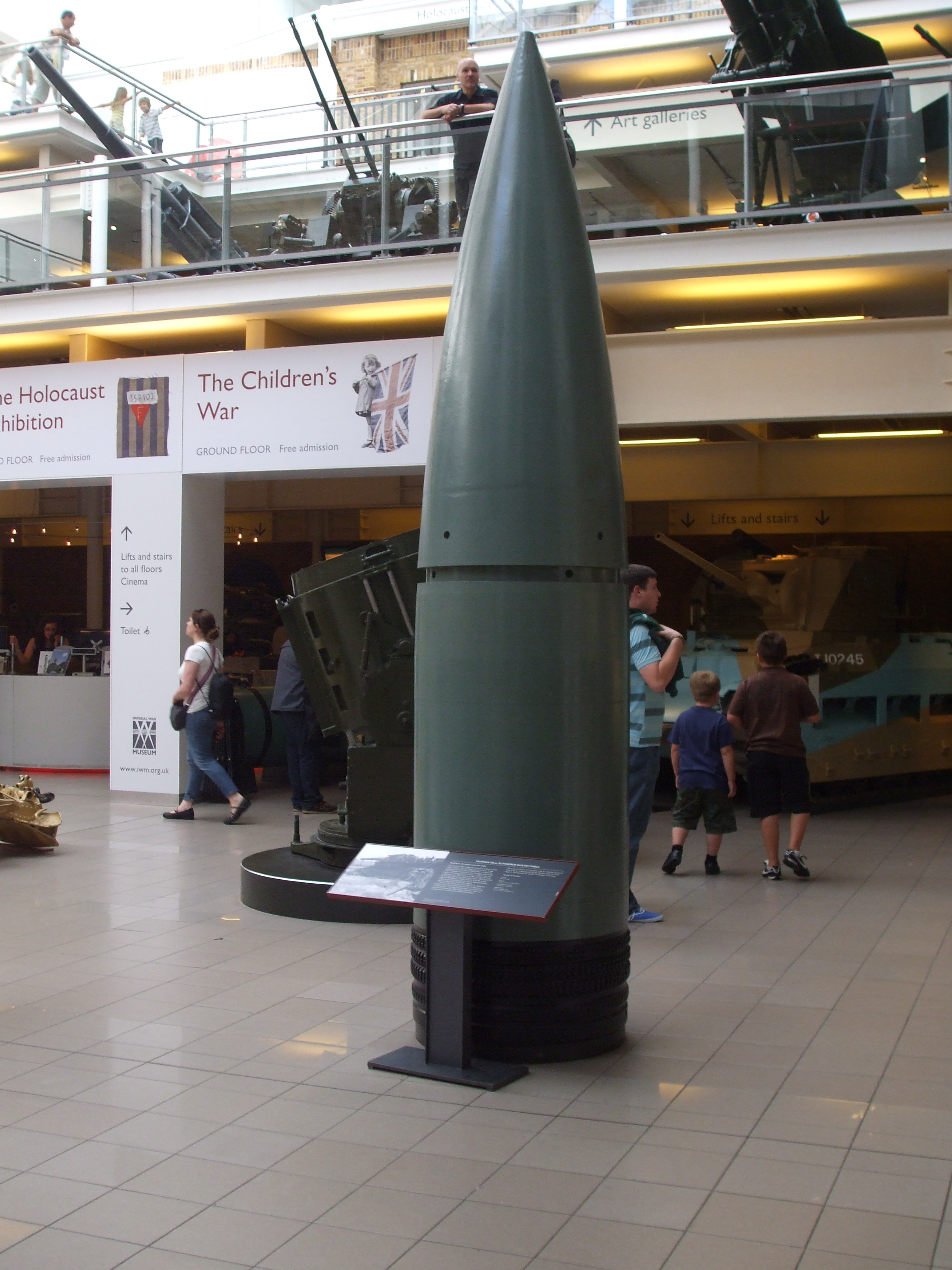
Proiettile utilizzato dal cannone Schwerer Gustav, esposto all'Imperial War Museum di Londra

## Descrizione
Questo termine viene impiegato nella terminologia militare per indicare un oggetto espulso da un'arma da fuoco. Viene comunemente confuso per il termine generico che indica la munizione completa per qualsiasi arma, cioè cartuccia. Il munizionamento d'arma leggera individuale o di squadra viene indicato anche con il termine pallottola. Il termine proietto indica per lo più quelli esplosivi, come la granata sparata da pezzi d'artiglieria (cannoni o obici), e la bomba sparata da mortai.
Lance, frecce, dardi e pietre sono esempi di proiettili lanciati attraverso l'applicazione di una forza puramente meccanica; le armi da fuoco e le armi ad aria compressa sfruttano invece la forza che deriva dalla rapida espansione di un gas per imprimere al proiettile l'impulso desiderato. Tutti questi proiettili sono considerati non-intelligenti.

## Caratteristiche

### Forma e struttura

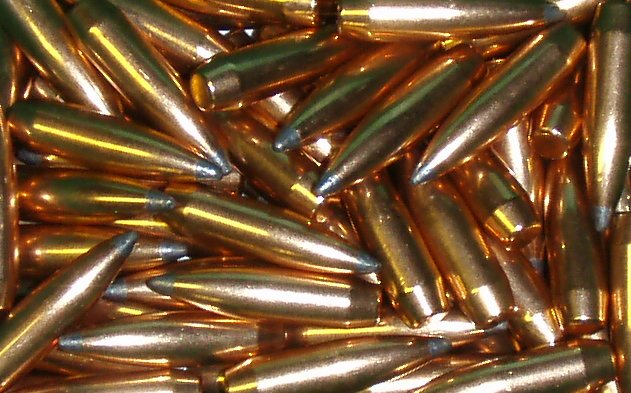
Proiettili ogivali calibro .270 Winchester.

La maggior parte dei proiettili per arma da fuoco leggera è costituita da un oggetto di metallo chiamato pallottola, con diametro compreso tra i 4,5 ed i 14,5 millimetri (per armi a canna ad anima rigata) e realizzato, di solito, con un'anima in piombo. Si noti che, molto spesso, il piombo è incamiciato in un altro materiale (ovvero rivestito da un metallo più duro) al fine di evitare l'impiombatura della canna e l'associato peggioramento delle prestazioni del proiettile all'impatto. La pallottola può essere di forma ogivale (detta Spitzer), tronco-conica, cilindrica (detta Wadcutter) o sferica (quest'ultima oggi non è una forma frequentemente utilizzata nelle canne rigate, ma è quasi la norma nelle canne ad anima liscia) e, a seconda della progettazione, può penetrare il bersaglio trapassandolo (proiettili perforanti) o deformarsi al suo interno (proiettili ad espansione controllata). Esistono anche proiettili in gomma, inseriti su bossolo in plastica, detti anti-sommossa, i quali dovrebbero essere, secondo i produttori, non-letali (ma talvolta si rivelano mortali a seconda dell'organo colpito) e che, solitamente, vengono impiegati da alcune forze di polizia negli ambiti urbani, al fine di sedare rivolte e manifestazioni violente oppure a scopo di esercitazione.
A scopo addestrativo esistono anche proiettili ogivali in plastica su bossolo tradizionale metallico, con gittata minore rispetto al munizionamento standard (soprattutto per l'impiego in ambiente aperto o in poligoni di profondità inferiori) e comunque più pericolosi di quelli in gomma. La migliore forma esterna per i proiettili d'artiglieria si è dimostrata quella cilindrica-ogivale, con punta Spitzer e coda rastremata (questi proiettili, per essere precisi, si definiscono di tipo Spitzer boat tail), dotata di ottima aerodinamica e conseguente lunga gittata. All'esterno del corpo trovano posto gli organi destinati a regolare il moto del proietto: corona di forzamento e corona/fasce aggiuntive di centramento.
All'interno il proiettile è cavo e tale cavità comunica con l'esterno mediante un foro, denominato bocchino; esso può essere posto sia anteriormente che posteriormente al proiettile ed ospita, al suo interno, la spoletta d'innesco (l'elemento destinato a far esplodere la carica esplosiva). Di norma, le granate di piccolo calibro hanno spoletta anteriore, al contrario di ciò che si ha nei calibri medi e grossi, ove la spoletta è posta indifferentemente davanti o dietro.

### Il moto
Il moto di un proiettile è determinato dall'impulso iniziale, dalla forza di gravità e da forze aerodinamiche. Le armi guidate in qualche modo non sono considerate proiettili, e neppure lo sono gli oggetti che sono dotati di propri congegni regolanti il loro movimento e/o direzione (come i missili o i razzi).

## Tipologie
In funzione dell'impiego, i proiettili sono suddivisi in:
- proiettili d'urto, i quali, a seconda del tipo di azione, si possono a loro volta suddividere in:
  - perforanti (palle e granate perforanti, penetratori all'uranio impoverito);
  - a proiezione di schegge (granate ordinarie, dirompenti e a frattura prestabilita);
  - prevalentemente esplosivi (granate nucleari, mine e bombe);
  - speciali (fumogeni, incendiari, illuminanti, a gas irritanti o tossici);
- proiettili a mitraglia (shrapnel, proiettile/granata a frammentazione).

### Proiettili intelligenti
Invece, un esempio di proiettile intelligente è quello ideato dal settore ricerca e sviluppo dell'industria militare statunitense, per contrastare il terrorismo. Tale proiettile è costituito da un sensore, un trasmettitore ed una batteria, e può essere utilizzato negli aeroporti. Esso viene sparato, tramite una pistola a gas o ad aria compressa, su bagagli od oggetti sospetti, in modo che sia possibile monitorarne il contenuto, al fine di permettere alle persone di mantenersi ad una debita distanza di sicurezza (fino ad un massimo di circa 70 metri), nel caso in cui il contenuto sia costituito da esplosivo o sostanze tossiche.

### Proiettili incendiari
Il proiettile incendiario è un tipo di munizione contenente un composto che brucia rapidamente e causa incendi.

### Proiettili traccianti
I proiettili traccianti sono un tipo di munizionamento modificato per ospitare una piccola carica pirotecnica alla base.

### Proiettili perforanti
Un proiettile perforante è un tipo di munizione ideato per penetrare una corazzatura o un'armatura.

### Proiettile assistito a razzo
Un proiettile assistito a razzo è un proiettile utilizzato in artiglieria che incorpora un motore a razzo per fornire propulsione indipendente.